# Harper's Bazaar
Harper’s Bazaar is een van oorsprong Amerikaans modetijdschrift, dat voor het eerst werd gepubliceerd in 1867. Harper’s Bazaar wordt gepubliceerd door Hearst en is vooral gericht op vrouwen uit de hogere middenklasse en bovenklasse.

## Achtergrond
Harper’s Bazaar, toen nog Harper's Bazar geheten, was het eerste modetijdschrift van Amerika. Het werd opgericht door Mary Louise Booth en verscheen aanvankelijk als een wekelijks tijdschrift. In 1901 werd overgestapt op een maandelijkse uitgave. Vandaag de dag is Harper’s Bazaar eigendom van de Hearst Corporation in de Verenigde Staten en The National Magazine Company in het Verenigd Koninkrijk.
Veel bekende namen uit de modewereld hebben aan het tijdschrift bijgedragen, waaronder:
- Modeontwerpers Carmel Snow, Carrie Donovan, Diana Vreeland, Liz Tilberis, Alexey Brodovich, Brana Wolf[1]
- Fotografen Louise Dahl-Wolfe, Man Ray, Diane Arbus, Richard Avedon, Robert Frank, Inez van Lamsweerde, Craig McDean en Patrick Demarchelier,
- Tekenaars Erté (Romain de Tirtoff) en Andy Warhol.
- Schrijvers Alice Meynell, Daisy Fellowes, Gloria Guinness, en Eleanor Hoyt Brainerd.

## Landen
Behalve in de Verenigde Staten wordt het tijdschrift ook gepubliceerd in Australië, Bulgarije, Volksrepubliek China, Tsjechië, Dubai, Griekenland, Hongkong, India, Indonesië, Japan, Kazachstan, Latijns-Amerika, Roemenië, Maleisië, Rusland, Singapore, Spanje, Taiwan, Thailand, Turkije, het Verenigd Koninkrijk en Oekraïne. 

### Nederland
In april 1986 werd de eerste Nederlandse versie van het blad door uitgever VNU op de markt gebracht. Het blad verscheen eens per twee maanden en richtte zich op de chique vrouw in Nederland en Vlaanderen. De inhoud bestond zowel uit origineel Nederlandse artikelen, als uit vertaald basismateriaal uit de Amerikaanse editie. Hoewel het blad zo’n 40.000 exemplaren per uitgave wist te verkopen, had het moeite om adverteerders te vinden en besloot VNU het tijdschrift van de hand te doen. Het werd in 1989 overgenomen door de Zwitserse uitgever Marquard, die het blad al succesvol uitgaf in Duitstalige landen. Marquard wijzigde de opzet van het tijdschrift. Het kwam voortaan maandelijks uit, werd goedkoper en de redactie richtte zich op een jonger publiek. Desondanks hield ook die versie het niet lang vol. De Nederlandse markt telde eind jaren 80 inmiddels acht glossy’s die zich richtten op de moderne jonge vrouw. Dit hoge aantal leidde tot een gevecht om de adverteerder. Omdat Harper’s Bazaar, de enige glossy zonder glanzende kaft, zich richtte zich op de minst koopkrachtige doelgroep, werd er door de concurrenten verwacht dat dit blad het eerst zou sneuvelen.
Na jaren van afwezigheid werd Harper’s Bazaar in 2014 opnieuw in Nederland geïntroduceerd. Aanvankelijk was dit onder leiding van hoofdredactrice Cécile Narinx. Zij werd in 2018 opgevolgd door Miluska van 't Lam. Begin 2025 maakte het tijdschrift een uitglijder, toen bleek dat een artikel over de top 5 van Nederlandse boeken volledig door kunstmatige intelligentie was samengesteld. Enkel de titels en auteurs bestonden, de begeleidende tekst had de redactie volledig laten verzinnen.

## Redacteuren
- Mary Louise Booth (1867-1889)
- Margaret Sangster (1889-1899)
- Elizabeth Jordan (1900-1913)
- William Martin Johnson (1913-1914)
- Hartford Powell (1914-1916)
- John Chapman Hilder (1916-1920)
- Henry Blackman Sell (1920-1926)
- Charles Hanson Towne (1926-1929)
- Arthur H. Samuels (1929-1934)
- Carmel Snow (1934-1957)
- Nancy White (1957-1971)
- James Brady (1971-1972)
- Anthony Mazzola (1972-1992)
- Liz Tilberis (1992-1999)
- Katherine Betts (1999-2001)
- Glenda Bailey (2001-heden)